# Grabówiec (condado de Ciechanów)
Grabówiec es un pueblo de Polonia, en Mazovia.  Se encuentra en el distrito (Gmina) de Ojrzeń, perteneciente al condado (Powiat) de Ciechanów. Se encuentra aproximadamente a 4 km al norte de Ojrzeń, 10 km al suroeste de Ciechanów, y a 73 km  al noroeste de Varsovia. 
Entre 1975 y 1998 perteneció al voivodato de Ciechanów.